# Серрес, Доминик
Доминик Серрес известный, как Доминик Серрес Старший (фр. Dominique Serres, англ. Dominic Serres; 1722, Ош, Гасконь — 4 ноября 1793) — британский художник-маринист, тесно связанный с английской школой живописи. Один из самых видных художников-маринистов Соединенного Королевства конца XVIII века.

## Биография
Французского происхождения. В молодости намеревался заняться духовной карьерой. но прервал обучение на священника в бенедиктинской семинарии в Дуэ и отправился в Испанию. Работал в торговом судоходстве на Средиземном море. Некоторое время жил в Италии. Однажды Серрес отправился в Южную Америку в качестве обычного моряка и в конце концов стал капитаном торгового судна на Кубе, несколько лет жил купцом в Гаване.
В 1748 году рулевым на собственном торговом корабле был взят в плен на Карибах, в 1752 году прибыл в Англию в качестве военнопленного. Был заключён в тюрьму Маршалси. Будучи в заключении, занялся живописью. После выхода из тюрьмы некоторое время жил в Нортгемптоншире, где зарабатывал на жизнь рисованием картин на морские мотивы. Сперва копировал работы голландских художников-маринистов Виллема ван де Велде Старшего и Виллема ван де Велде Младшего, которые в то время были очень популярны в Англии.
Кроме того, учился у Клода-Жозефа Верне. Уже его ранние работы были успешными. Своими морскими пейзажами Серрес пришелся по вкусу британскому обществу и добился высокой репутации. С 1760-х годов выставлял свои работы в Объединенном обществе художников, стал его членом в 1765 году. На него обратил внимание король Георг III и в 1780 году назначил его официальным придворным художником-маринистом.
Был одним из членов-основателей Королевской академии художеств в 1768 году, а позже некоторое время (с 1792 года до своей смерти) был её библиотекарем.
Многие полотна художника хранятся в Национальном морском музее Великобритании.

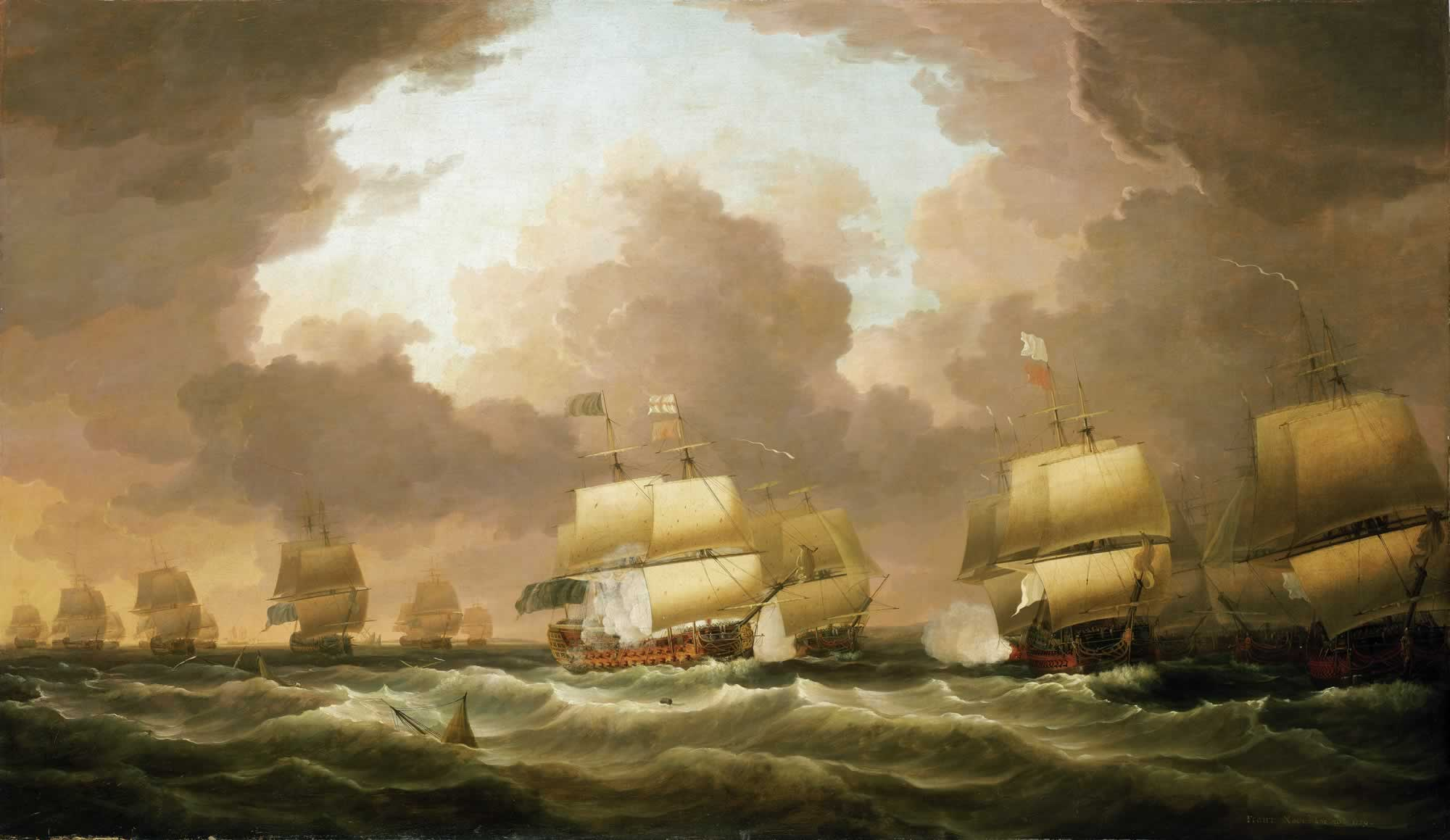
Сражение в бухте Киберон, 20 ноября 1759
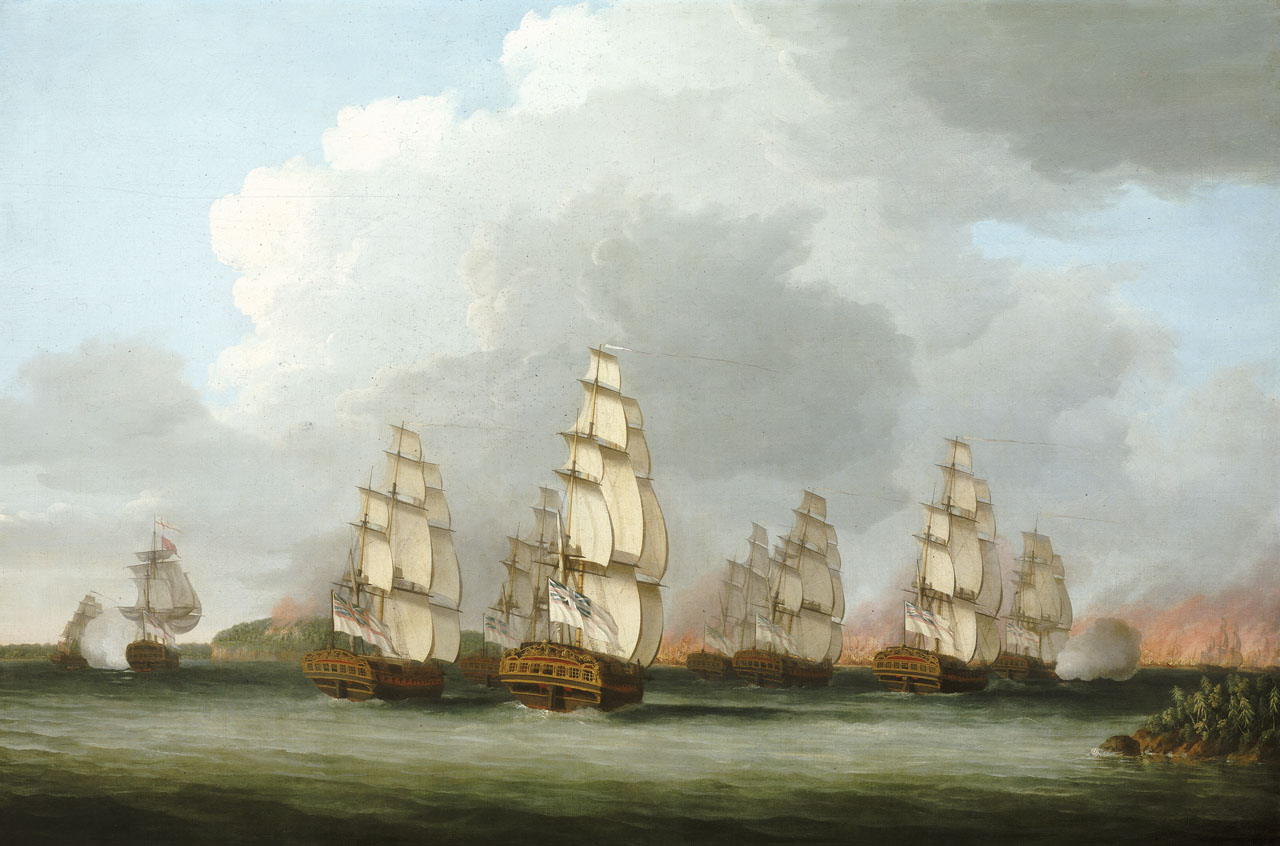
Экспедиция на Пенобскот (1779)
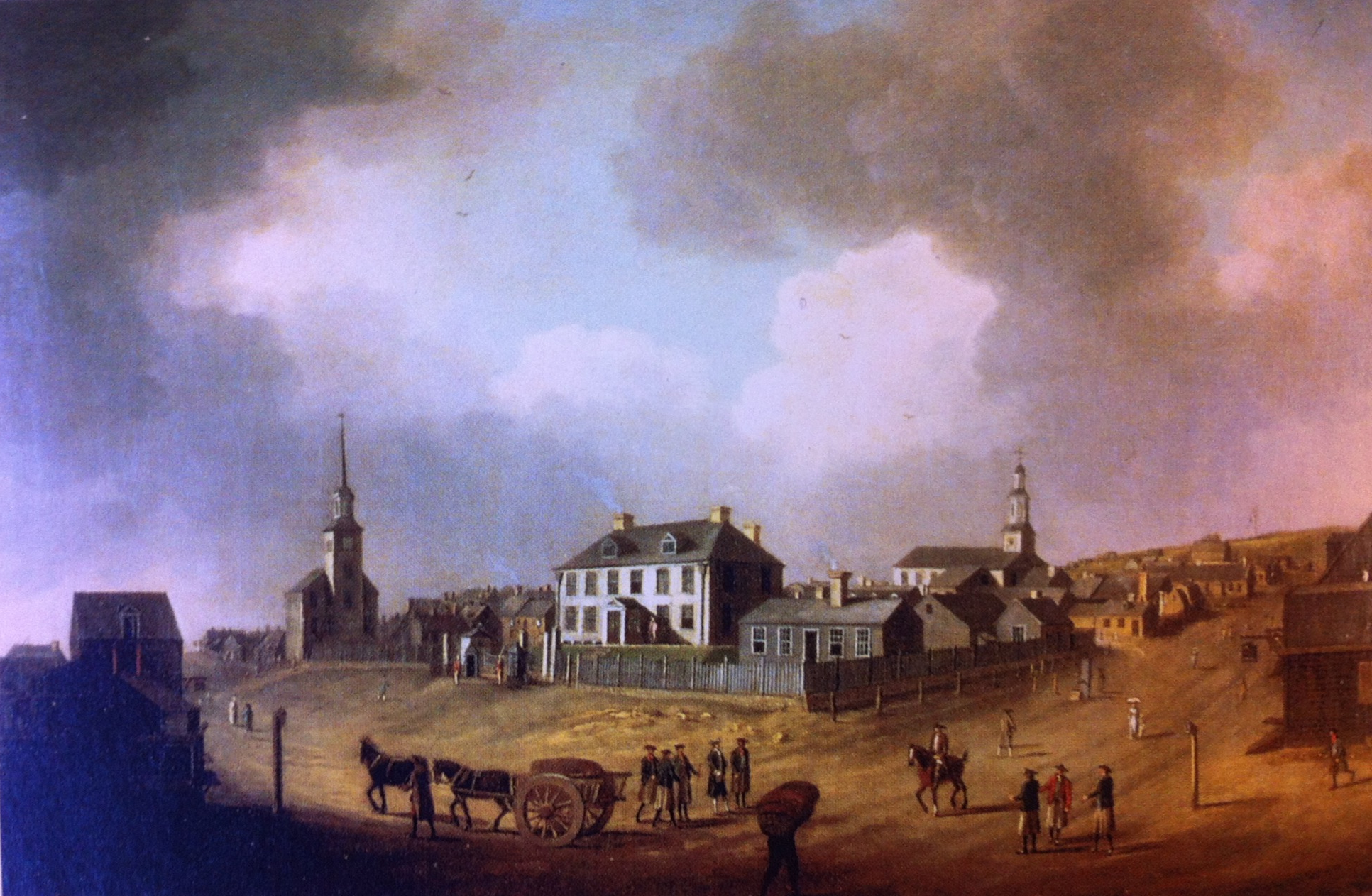
Галифакс (Новая Шотландия) ок.1762
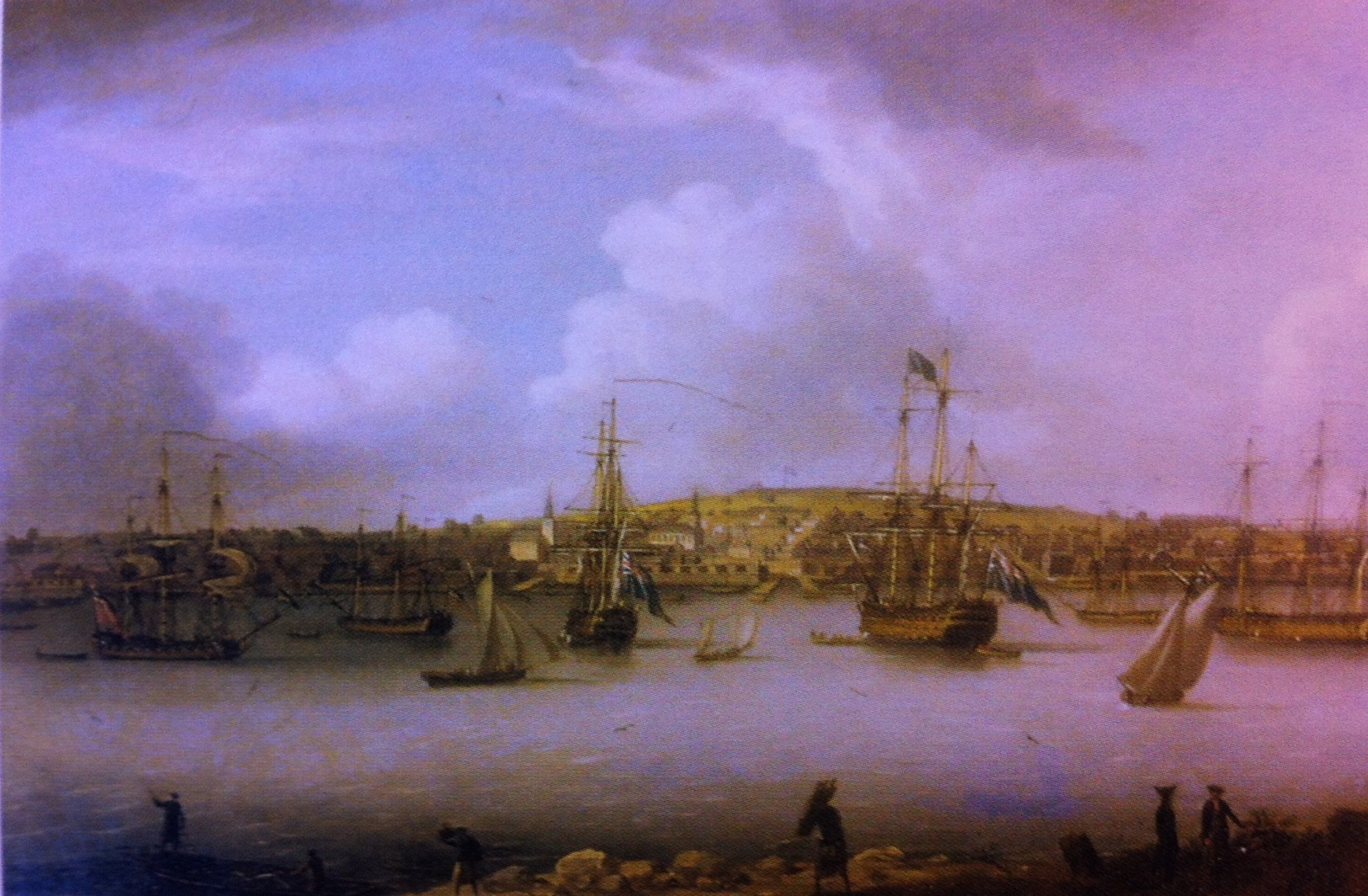
Галифакс (Новая Шотландия) ок.1762
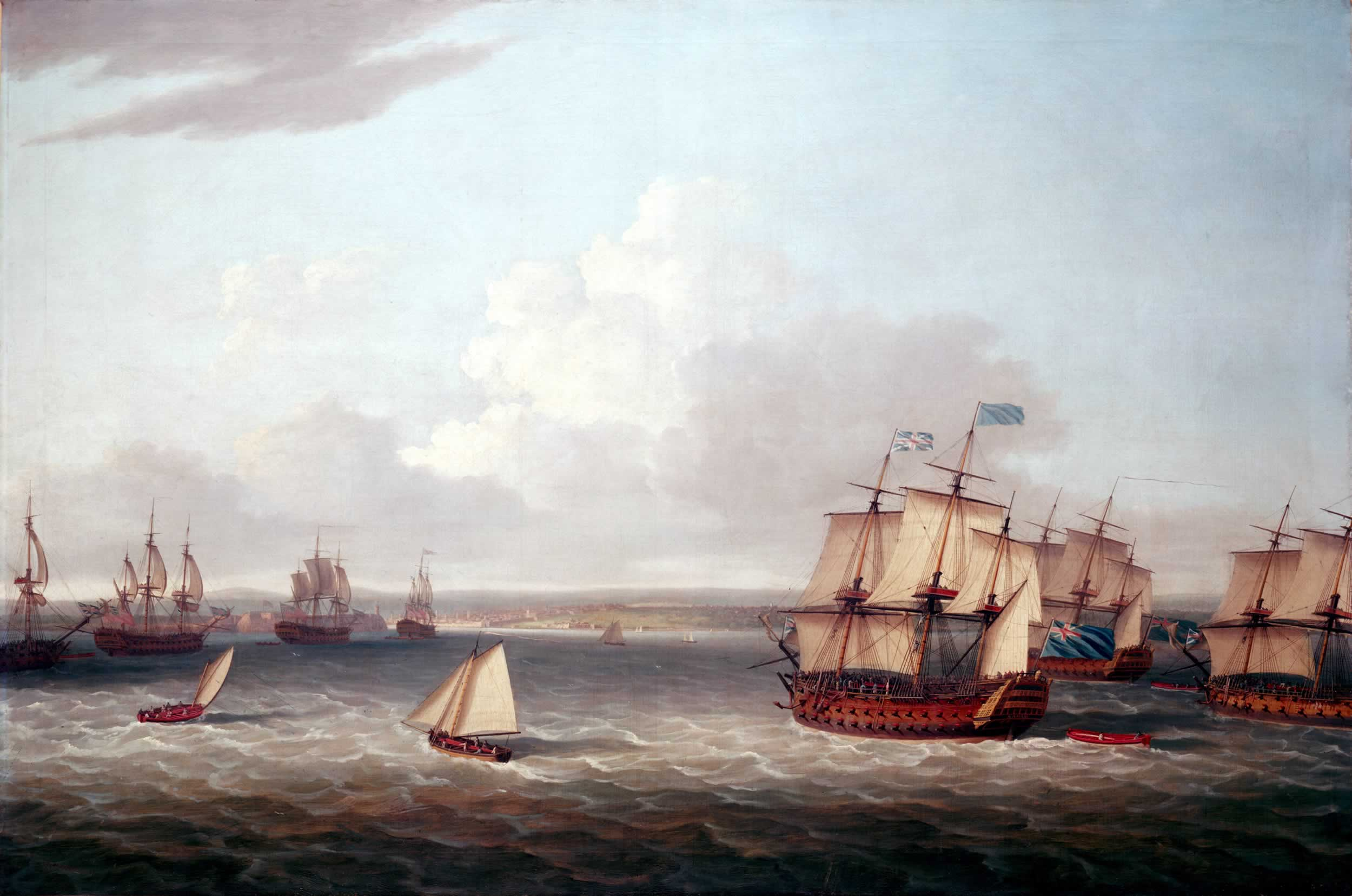
Осада Гаваны (1762)
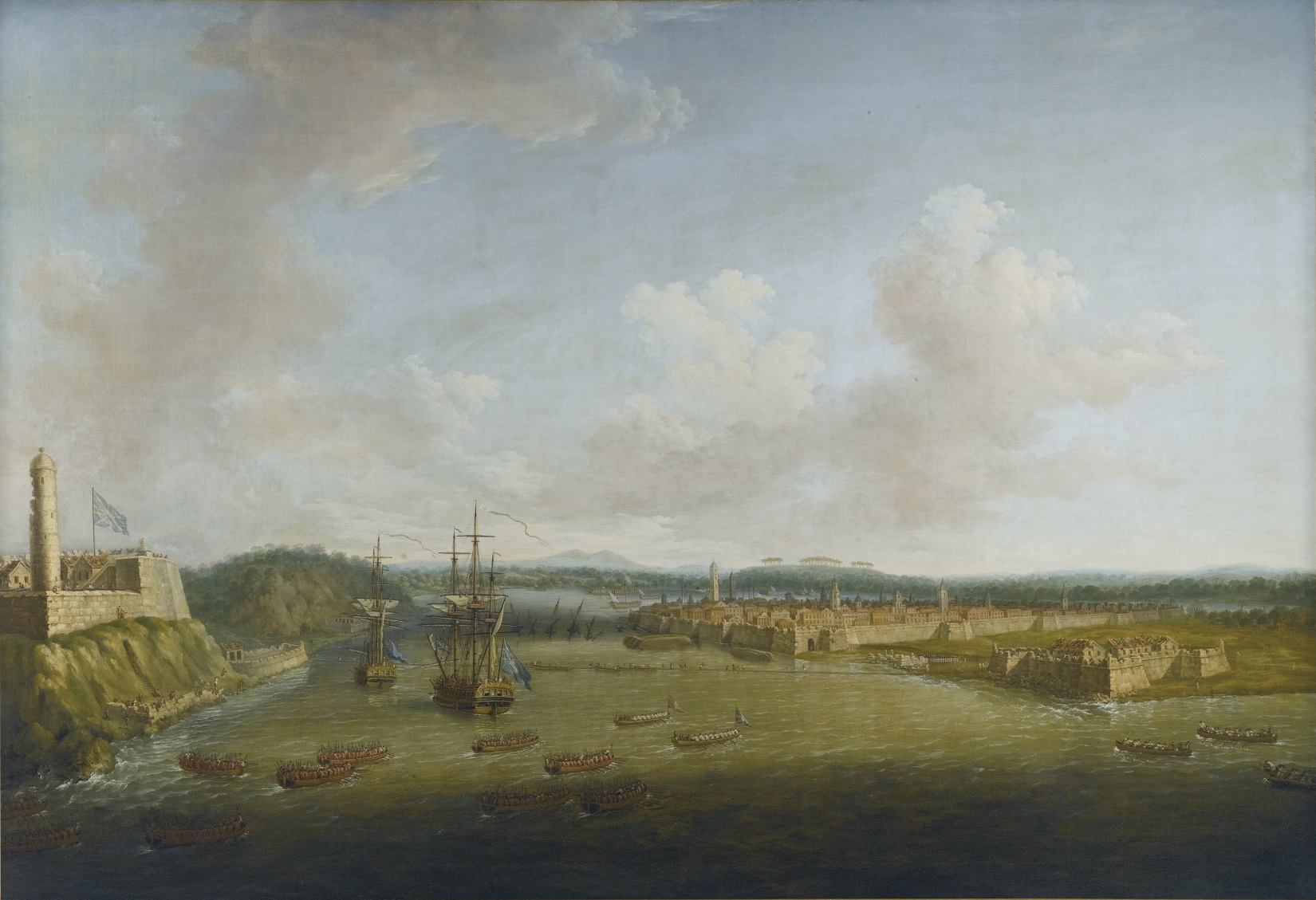
Взятие Гаваны.(1762)
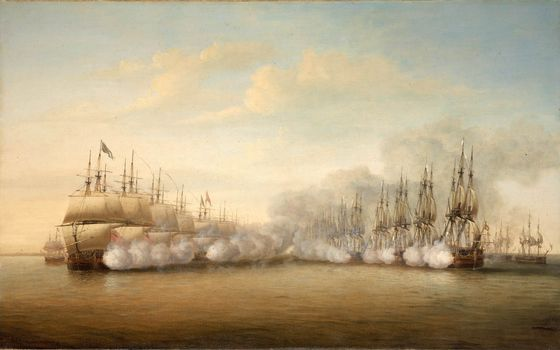
Сражение у Негапатама (1782)
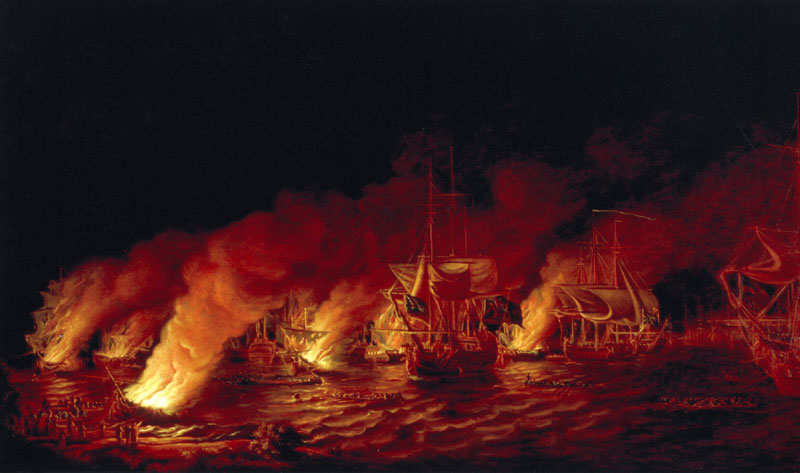
Битва при Квебеке (1759)
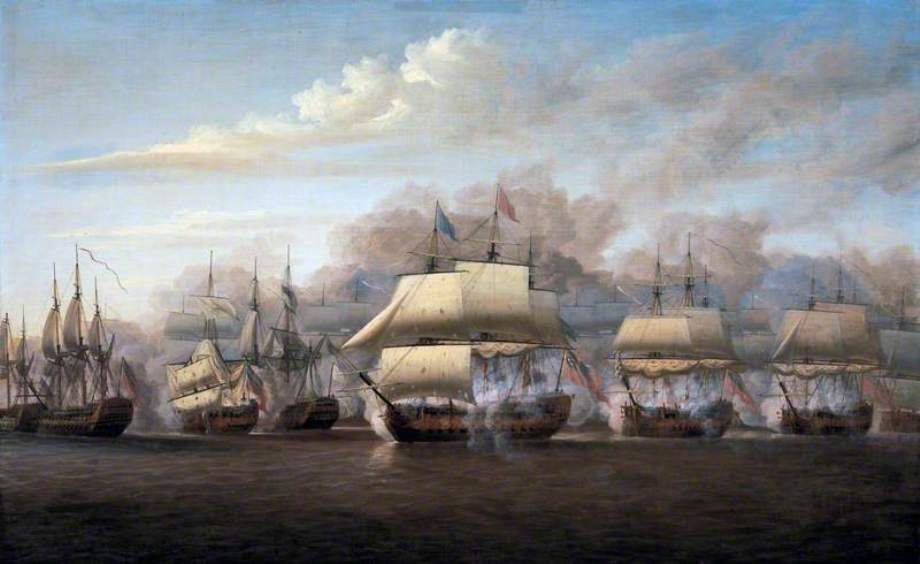
Сражение у Провидиена (1782)